# 晏清
晏清（1578年—1650年），字泰徵，號玄洲，明朝末年至南明官员，湖广承宣布政使司黄冈县人。

## 生平
晏清中万历三十四年（1606年）丙午科湖廣鄉試舉人，登四十七年（1619年）己未科进士。授芜湖知县，有清廉的名声；改吴江知县，芜湖民请他留任。吴江吏来迎接，在路上相争，不得行，再宿乃去。吴江水涝，他为民请命，擢升为吏部验封司主事。天启年间，魏忠贤请封其从子魏良臣为伯爵；晏清阻止。吏部尚书周应秋削晏清籍。崇祯初年，以原官起用。崇祯九年（1636年），张献忠骚扰蕲州、黄州，焚黄冈县枫香桥一带；文学邓云程兜甲执铁鞭，率乡兵数千格斗退敌。张献忠驻黄冈县白杨山，县民被杀六、七万人；晏清率父老向湖广巡抚王梦尹请兵，王梦尹不应。晏清任验封司郎中，周延儒勾结太监王化民入吏部，奏转任晏清为广东盐法道佥事。弘光元年（1645年），晏清任尚宝司卿；隆武二年（1646年），晏清任太仆寺卿：但都没有赴任。当时江州、黄州已经沦陷至满清。朱由榔（永曆帝）即位，擢升他为吏部左侍郎，辞官不至。李成栋破广东，晏清避地浔南。永历帝在南宁，擢升为吏部尚书。吴贞毓以主事任吏部侍郎，诋毁晏清。晏清为方端士所重，吴贞毓没有什么作为。永曆四年（1650年），吴贞毓为户部尚书，与王化澄一起陷害晏清，晏清辞官；皇帝不许。诏狱兴起，晏清进谏，皇帝不听；于是移病不起，拜表即行。在浔州不久病卒，年七十三岁。

## 家族
曾祖晏且東。祖父晏天祐。父晏應元。